# Полюс Ландау
Полюс Ландау (Московский ноль) в квантовой теории поля — это особенность в зависимости бегущей константы связи от масштаба энергии, которая не даёт продолжать перенормировку константы связи дальше некоторой конечной энергии (или импульса рассеяния). С физической точки зрения это означает, что на масштабе энергии, на котором наблюдается полюс Ландау, теория, из которой было получено уравнение ренормгруппы, перестаёт быть применимой, и требуется некая новая теория. Открыт в 1954 году Л. Д. Ландау, А. А. Абрикосововым и И. М. Халатниковым.
Типичное уравнение ренормгруппы, в котором возникает полюс Ландау
{\displaystyle {\frac {d\lambda }{d\ln \epsilon }}=\beta (\lambda ),}
где бета-функция имеет следующий вид
{\displaystyle \beta (\lambda )=a\lambda ^{2}.}
Решение этого уравнения ренормгруппы
{\displaystyle \lambda (\epsilon )={\frac {\lambda (\epsilon _{0})}{1-a\lambda (\epsilon _{0})\ln {\frac {\epsilon }{\epsilon _{0}}}}}.}
В зависимости от знака константы a это решение определено либо для достаточно малых энергий (a > 0, например, в квантовой электродинамике), либо при достаточно больших значениях энергии (a < 0, как в асимптотически свободных теориях, вроде квантовой хромодинамики). Это решение имеет полюс при энергии {\displaystyle \epsilon _{0}\exp {\frac {1}{a\lambda (\epsilon _{0})}}}, этот полюс и называется полюсом Ландау.